# Saint-Quentin-la-Poterie
För andra betydelser, se Saint-Quentin (olika betydelser).
Saint-Quentin-la-Poterie är en kommun i departementet Gard i regionen Occitanien i södra Frankrike. Kommunen ligger i kantonen Uzès som tillhör arrondissementet Nîmes. År 2022 hade Saint-Quentin-la-Poterie 3 110 invånare.

## Befolkningsutveckling
Antalet invånare i kommunen Saint-Quentin-la-Poterie
Referens:INSEE